# MV Asterix
Pour les articles homonymes, voir Astérix (homonymie).
Le MV Asterix est un navire auxiliaire (bâtiment logistique de soutien et de ravitaillement) de la Marine royale canadienne. C'est un navire commercial reconvertis en navire militaires par le Canada dans le cadre du projet Resolve. Il est en service depuis 2018, assigné aux Forces maritimes du Pacifique, sous le Commandement de la Force maritime du Canada des Forces canadiennes et est basé au port d'Esquimalt, en Colombie-Britannique.

## Historique

### Construction
Le navire est construit en Allemagne aux chantiers navals de Wismar par la Lloyd Werft Wismar comme porte-conteneurs pour un opérateur grec enregistré au Liberia. La quille est posée en 2008, et le bateau est lancé sous le nom de Cynthia le 27 janvier 2009 pour être terminé le 1er mai 2010. Il est livré à son armateur, qui le renomme en 2010 Amorino puis Neermoor à l'occasion d'un changement de pavillon.

### Achat par le Canada: projet Resolve
Le projet Resolve est décidé en urgence en 2015 pour pallier la vétusté des anciens navires ravitailleurs de la classe Protecteur après l'abandon en 2008, pour des raisons budgétaires, du projet Joint Support Ship (JSS) qui consistait en la construction de trois navires de soutien. L'incendie en février 2015 du NCSM Protecteur précipite l'achat du porte-conteneurs marchand MS Asterix (pour 20 millions de $CAN) qui est transformé en navire logistique de soutien et de ravitaillement par les chantiers Davie Canada Inc. à Lévis au Québec. Le navire est livré en 2017 à la Marine royale canadienne qui le loue – avec son équipage – pour 75 millions $CAN par an pour cinq ans.
La possibilité de transformer un second navire sur le même mode – le MV Obelix – a été en revanche temporairement écartée en 2019.

### Missions

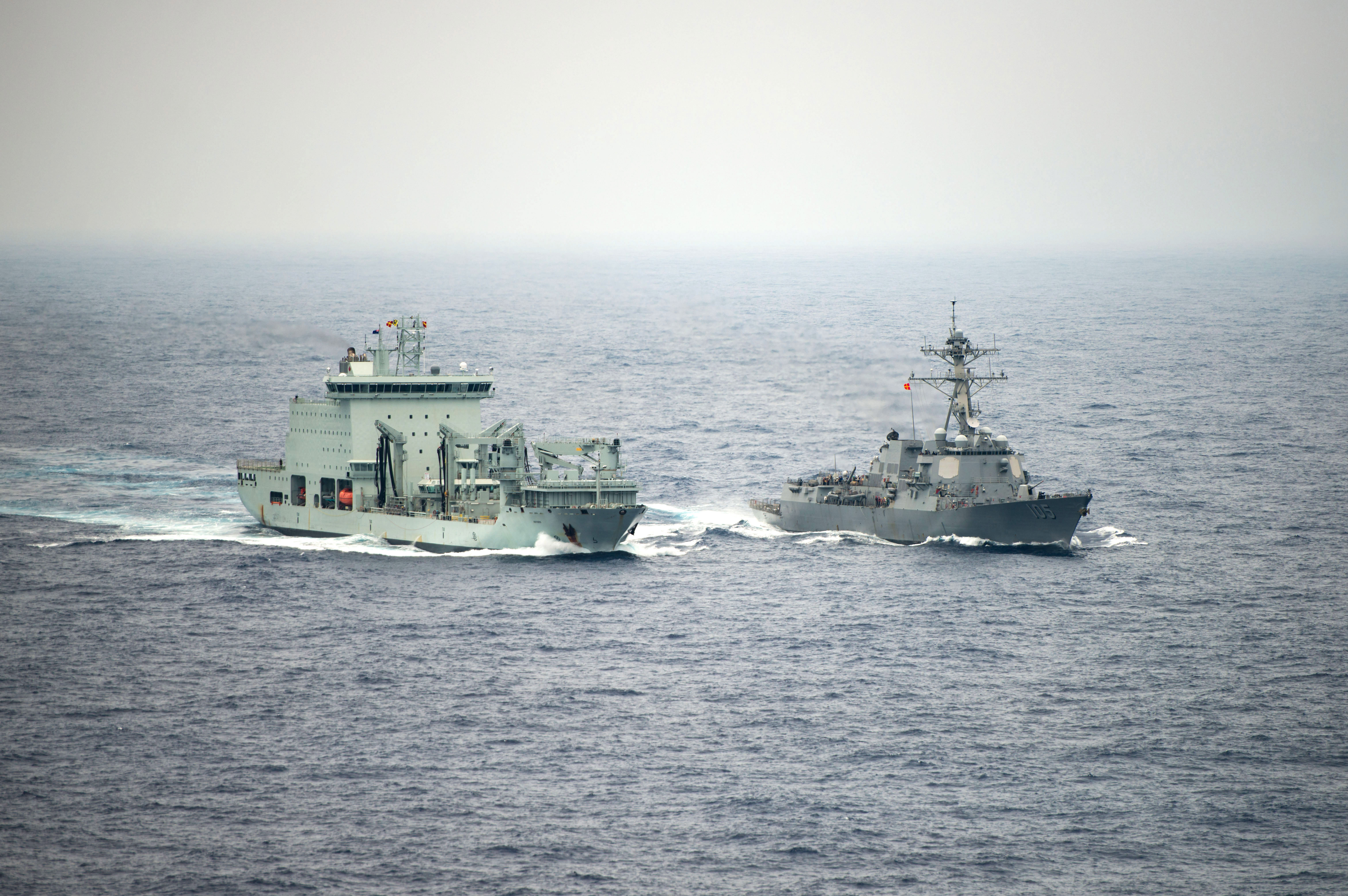
Le MV Asterix ravitaillant l' en 2018.

Attaché à la base navale pacifique d'Esquimalt sur l'île de Vancouver, le MV Asterix sert principalement dans l'océan Pacifique et l'océan Indien pour le soutien des bâtiments de la marine royale canadienne engagés pour la protection de la souveraineté territoriale du Canada, l'application de la loi dans sa zone économique exclusive, ainsi que dans des missions internationales dans le cadre de l'OTAN.
Le MV Asterix peut emporter jusqu'à 7 000 tonnes de combustibles, 400 tonnes d'eau, des vivres et du ravitaillement, ainsi que du matériel stocké sur le pont. Il dispose de plus de soixante lits d'hôpital et des capacités d'accueil de secours pour 350 personnes.

## Carrière opérationnelle
Déclaré opérationnel en janvier 2018, le MV Asterix réalise son premier déploiement d'envergure en 2018 avec sa participation à l'exercice annuel RIMPAC et 300 jours de mer cumulés. Au premier semestre 2019, il est déployé avec la frégate Regina dans l'océan Indien dans le cadre de la mission Projection, ce qui constitue le premier déploiement autonome de la marine canadienne depuis 2015,.